# Centru Civic
Centru Civic ("Centro Cívico") es un barrio céntrico de Bucarest, Rumanía, reconstruido siguiendo los esquemas planteados por Nicolae Ceauşescu en su sistematización, que quería aplicar a toda la capital rumana. Bucarest había sufrido daños significativos debido a los bombardeos (tanto por parte de los británicos y norteamericanos, como por los alemanes) a lo largo de la Segunda Guerra Mundial y por el terremoto del 4 de marzo de 1977. Sin embargo estos acontecimientos no cambiaron la fisonomía de la ciudad tanto como lo hicieron los esquemas de reconstrucción de los años 80, por los cuales fueron destruidos ocho kilómetros cuadrados del centro histórico de Bucarest, incluyendo monasterios, iglesias, sinagogas, un hospital y varias edificaciones representativas de la arquitectura de estilo art déco que se habían construido en el periodo de entreguerras en la capital rumana (1919–1939).
Esta "reconstrucción" implicó el desalojo de 40.000 personas, que eran avisadas con solamente un día de antelación. Estas personas eran "reubicadas" a bloques impersonales en los nuevos barrios que se iban configurando a la periferia de Bucarest. Las viviendas desalojadas se derruían y en su lugar se construían viviendas de calidad que eran ocupadas por destacados miembros del Partido Comunista Rumano. Así se fue constituyendo el grandioso Centru Civic y la inmensa edificación de la Casa Poporului ("Casa del Pueblo"), actualmente llamada Palatul Parlamentului ("Palacio del Parlamento"), el segundo edificio más grande del mundo, sólo superado por el Pentágono.
El Centru Civic es un complejo de edificios de estilo moderno con fachadas de mármol, que tienen su eje central en el conocido originalmente como Bulevar de la Victoria del Socialismo, renombrado tras la Revolución Rumana de 1989 como Bulevar de la Unificación (en rumano Bulevar Unirii). El mismo está construido siguiendo el modelo de la Avenida de los Campos Elíseos de París, aunque de que el bulevar rumano es más largo que la vía francesa. Esta importante vía de comunicación cruza la capital rumana de este a oeste. Desde uno de los balcones del Palatul Parlamentului se pueden divisar magníficas vistas del Bulevar en toda su extensión.
En el Centru Civic se encuentran las oficinas gubernamentales y numerosos apartamentos de lujo. Estos, como ya se ha comentado anteriormente, fueron construidos originalmente para convertirse en las viviendas de la élite comunista de Rumanía. A pesar de la calidad de las edificaciones y de los apartamentos, ciertamente no son el lugar de residencia preferido por la nueva élite capitalista de la ciudad, con la posible excepción de los edificios que miran a la Plaza de la Unión (en rumano Piaţa Unirea) y que están por encima del río Dâmboviţa. Todas las edificaciones del Centru Civic tienen un alto grado de uniformidad arquitectónica, pero también hay una importante carencia de espacios lúdicos y verdes. La mayor parte de los comercios y restaurantes pequeños que se encuentran en el corazón de Bucarest están en las zonas al norte del Centru Civic.
En un área importante del barrio, los edificios fueron desalojados y destruidos, pero la caída del comunismo paró las obras de construcción de nuevos bloques de estilo comunista. Este sector del barrio se conoce como "Hiroshima". También hay muchas edificaciones que, con la caída del comunismo, se dejaron a medio construir y en la actualidad su estado es el mismo que en diciembre de 1989. Entre ellas se encuentran la Biblioteca Nacional, la Cámara Judía de Bucarest y la Casa Radio (que había de ser la sede de todos los medios radiofónicos de Rumanía y que parece que próximamente se convertirá en un gran complejo comercial). El barrio está rodeado por edificios y barrios históricos como Rahova y Lipscani, donde se encuentra la famosa calle del mismo nombre.
A lo largo de la reconstrucción, muchas iglesias, como la de Sf. Nicolai-Mihai Vodă, fueron trasladadas unos metros y no se optó para demolerlas, como sí pasó con otras edificaciones históricas. El monasterio de Antim todavía permanece intacto en su mayor parte, menos su ala este, que fue destruida. Adyacente al barrio y a la altura de la Plaza de la Unión se encuentra la colina Metropolitana (en rumano Dealul Metropoliei) donde se encuentran la catedral y el palacio de la Patriarquía rumana, que es la sede patriarcal de la Iglesia Ortodoxa Rumana.
- Datos: Q2315216
- Multimedia: Centrul Civic, Bucharest / Q2315216